# كريم حسن رضا التميمي
كريم حسن رضا التميمي هو سياسي عراقي ولد في النجف سنة 1934.
شغل منصب وزير الزراعة والري بعد دمج وزارة الزراعة والإصلاح الزراعي مع وزارة الري في 19 أيلول 1987، وبقي في المنصب حتى 7 آذار 1989. كان نجاحه في منصبه السابق محافظا لميسان دور في اختياره وزيرا، لكنه خرج من الوزارة بعد «فشله الذريع» في إدارتها حسب ماورد في نص المرسوم الجمهوري الذي أقاله من منصبه.
كما شغل منصب محافظ النجف، لكنه اعتقل سنة 1993 بتهمة نهب من تحف وأثاث العتبات المقدسة وحكم بالسجن حكم 15 سنة، مما دفع ابنه إلى الانتحار. وكان محافظاً لمحافظة نينوى سنة 1987.